# Delton (Wisconsin)
Delton es un pueblo ubicado en el condado de Sauk en el estado estadounidense de Wisconsin. En el Censo de 2010 tenía una población de 2.391 habitantes y una densidad poblacional de 31,85 personas por km².

## Geografía
Delton se encuentra ubicado en las coordenadas 43°32′31″N 89°47′46″O / 43.54194, -89.79611. Según la Oficina del Censo de los Estados Unidos, Delton tiene una superficie total de 75.06 km², de la cual 73.08 km² corresponden a tierra firme y (2.64%) 1.98 km² es agua.

## Demografía
Según el censo de 2010, había 2.391 personas residiendo en Delton. La densidad de población era de 31,85 hab./km². De los 2.391 habitantes, Delton estaba compuesto por el 88.16% blancos, el 0.38% eran afroamericanos, el 6.82% eran amerindios, el 0.46% eran asiáticos, el 0% eran isleños del Pacífico, el 1.67% eran de otras razas y el 2.51% pertenecían a dos o más razas. Del total de la población el 3.6% eran hispanos o latinos de cualquier raza.